# Merle Fainsod

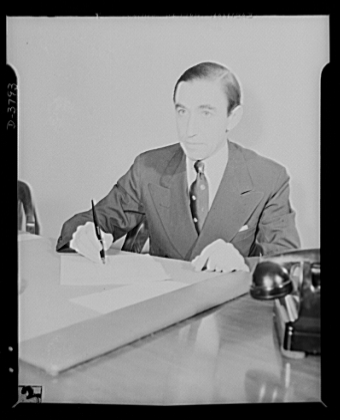
Merle Fainsod

Merle Fainsod (ur. 2 maja 1907, zm. 11 lutego 1972) – amerykański historyk, sowietolog.

## Życiorys
Absolwent Uniwersytetu Waszyngtona w St. Louis (1930). Doktorat na Uniwersytecie Harvarda, następnie wykładowca tej uczelni. Współtwórca i w latach 1959–1964 dyrektor Russian Research Center tej uczelni. Zajmował się dziejami ZSRR.

## Wybrane publikacje
- International Socialism and the World War, Cambridge: Harvard Univ. Press 1935.
- How Russia is Ruled, Cambridge: Harvard Univ. Press 1955 (wyd. 2, 1963; rozszerzona wersja: wraz z Jerrym Hough), How the Soviet Union is governed, Cambridge: Harvard University Press 1979[1].
- Smolensk under Soviet rule, New York: Vintage Books 1958.